# Governació d'al-Muharraq
La governació d'al-Muharraq (àrab: محافظة المحرق, Muḥāfaẓat al-Muḥarraq) és una divisió administrativa de Bahrain i correspon a l'illa d'al-Muharraq i els illots propers i també a la municipalitat d'al-Muharraq que ara s'estén per tota l'illa havent absorbit l'antic municipi/regió d'al-Hadd (Hidd) al sud de l'illa. La superfície de la governació és de 32 km² i la població (cens del 2001) de 103.576 habitants.
Dins la governació hi ha l'antiga residència del xeic Isa ibn Ali, la Torre dels Vents, i el Fort d'Arad. També s'hi troba l'Aeroport Internacional de Bahrain.